# Saturno V
El Saturno V (Saturn V) fue un cohete desechable de múltiples fases y de combustible líquido usado en los programas Apolo y Skylab de la NASA. Su diseño estuvo a cargo del ingeniero aeroespacial alemán Wernher von Braun en el Marshall Space Flight Center (Centro de vuelo espacial Marshall) y sus principales constructores fueron Boeing, North American Aviation, Douglas Aircraft Company e IBM. Fue el más grande de la familia de cohetes Saturno.
En sus vuelos, el Saturno V pasaba por tres fases: S-IC, la primera fase, S-II, la segunda, y S-IVB como última fase. En las tres se utilizaba oxígeno líquido (LOX) como oxidante. En la primera fase se usaba RP-1 (petróleo refinado) como combustible, mientras que las otras dos fases usaban hidrógeno líquido (LH2). En una misión, por término medio, el cohete funcionaba durante unos 20 minutos.
La NASA lanzó trece cohetes Saturno V entre 1967 y 1973 sin ninguna pérdida de carga útil, aunque el Apolo 6 fue el único con problemas de motor. La principal carga para estos cohetes fueron las naves Apolo que llevaron a los astronautas de la NASA a la Luna.
Fue usado para lanzar la estación espacial Skylab, pero el proyecto para utilizarlo como vehículo lanzador para sondas a Marte fue cancelado.

## Historia
A comienzos de los años 1960, la Unión Soviética lideraba la carrera espacial contra los Estados Unidos. En 1957, los soviéticos lanzaron el Sputnik 1, el primer satélite artificial. Y el 12 de abril de 1961, Yuri Gagarin fue el primer hombre en viajar al espacio.
El 25 de mayo de 1961, el presidente Kennedy anunció que el país enviaría un hombre a la Luna antes del final de la década. En ese momento, la única experiencia que Estados Unidos tenía con el vuelo espacial tripulado eran los 15 minutos de Alan Shepard en el vuelo suborbital del Freedom 7. Ningún cohete del mundo podría lanzar un vehículo espacial a la Luna en una pieza. El Saturno I fue desarrollado, pero, incluso sin volar y debido a su pequeño tamaño, habría que realizar varios lanzamientos para situar todos los componentes de la supuesta nave lunar.
En un comienzo, la NASA tenía tres ideas principales para la misión:
- El encuentro en órbita terrestre (o EOR en inglés). Era una idea original de Von Braun y consistía en usar una serie de pequeños cohetes (la mitad del Saturno V) para ir poniendo en órbita sobre la Tierra las diferentes partes del vehículo lunar. Fue desestimado debido al poco tiempo que tenían para experimentar con objetos en el espacio y sus encuentros, y no se conocía si la nave podría ser montada.

- El ascenso directo o DA, proponía usar un cohete llamado Nova que se dirigiera directamente a la Luna, que alunizase y luego fuera de nuevo lanzado hasta la Tierra. La idea fue rechazada, ya que requería un cohete de un tamaño superior al Saturno V y era imposible que alunizase para después despegar.

- El encuentro en órbita lunar (o LOR), que consistía en transportar la nave hasta la Luna, y parte de ella alunizase en la superficie lunar, la otra se mantendría en órbita lunar para regresar a la Tierra.

Aunque la NASA rechazó la idea de LOR, fue finalmente la solución escogida, ya que era el método más rápido y sencillo para alcanzar la meta que propuso Kennedy.
Entre 1960 y 1962 el Marshall Space Flight Center (MSFC) diseñó los cohetes que serían usados para varias misiones, comenzando por el C-1, que más tarde se transformó en el Saturno I. El cohete C-2 no llegó muy lejos en su diseño antes de que el MSFC lo abandonase a favor del C-3, que constaba de 2 motores F-1 en su primera fase, 4 motores J-2 en la segunda y una fase S-IV con 6 motores RL-10. La NASA planeó usar este cohete como parte del concepto de encuentro en órbita terrestre con al menos cuatro o cinco lanzamientos para una misión.
Sin embargo, el MSFC estaba planificando un cohete incluso mayor, el C-4. Este usaría la fase S-IVB con un único motor J-2. La primera fase consistía en 4 motores F-1; la segunda fase era una versión agrandada de la segunda fase del C-3. Con este cohete solo eran necesarios dos vuelos para una misión de encuentro en órbita terrestre.
El 10 de enero de 1962, la NASA anunció los planes de construir el C-5. Utilizaría 5 motores F-1 en su primera fase, 5 motores J-2 en la segunda y una S-IVB como tercera. Los primeros cuatro vuelos serían de pruebas, comprobando con éxito las tres fases e incluyendo una prueba de vuelo alrededor de la Luna. El primer vuelo tripulado no sería hasta 1969, aunque al final se realizó en diciembre de 1968.
A mediados de 1962, la NASA decidió usar un sistema acelerado de pruebas, con las tres fases probadas de una vez en el primer lanzamiento. Esto acortaría el tiempo de desarrollo y pruebas, pero significaba que todas las fases debían de funcionar a la perfección. También permitiría reducir el número de cohetes de 25 a 15.
En 1963, el C-5 era renombrado como Saturno V; los primeros motores F-1 de Rocketdyne comenzaron a ser producidos. En 1966 los F-1 pasaron los controles de la NASA para poder ser usados en vuelos tripulados. Después de un intenso trabajo de diseño y pruebas, el 9 de noviembre de 1967 el primer Saturno V era lanzado con el Apolo 4 sin tripulación a bordo.

## Tecnología
El Saturno V es una de las máquinas más impresionantes de la historia humana. Con más de 110 metros de altura y 10 metros de diámetro, con una masa total de casi 3000 toneladas, podía enviar 118 toneladas a OBT. El Saturno V dejó reducidos, en términos de dimensiones y empuje, a los demás cohetes que hasta la fecha habían sido lanzados con éxito.
Fue principalmente diseñado en el Centro Marshall de vuelos espaciales en Alabama, aunque muchos sistemas importantes, incluyendo la propulsión, fueron diseñados por subcontratistas. Usaba los nuevos motores F-1 y J-2 para la propulsión. Los diseñadores decidieron rápidamente usar tanta tecnología del Saturno I como fuera posible. De esta forma, la tercera fase S-IVB estaba basada en la segunda fase S-IV del Saturno I. La unidad de instrumentos que controlaba el cohete compartía características con la que llevaba el Saturno I.
El cohete constaba de tres fases y la unidad de instrumentos, que fueron construidas por varios contratistas de la NASA. Curiosamente, las empresas que desarrollaron las tres fases formarían parte de Boeing a través de compras y fusiones posteriores.
Las tres fases también usaban pequeños motores de combustible sólido que ayudaban a la separación de las fases durante el lanzamiento, y para asegurar que los propelentes líquidos estaban en la situación apropiada para ser bombeados.
En el caso de abortar el lanzamiento requiriendo la destrucción del cohete, el oficial de seguridad enviaría una señal a unas cargas explosivas unidas en la superficie exterior para detonarlas. Esto haría cortes en los tanques de combustible y oxidante para dispersarlos rápidamente y reducir la mezcla. Después la torre de salvamento sería disparada para salvar la cápsula con los astronautas.

### La primera fase: S-IC
La S-IC fue construida por la compañía Boeing en el Michoud Assembly Facility de Nueva Orleans, donde más tarde se encargarían de tanques externos del transbordador espacial. Como en casi todas las fases de un cohete, el peso de más de 2000 toneladas en el despegue correspondía al combustible. Usaba para ello un tipo de queroseno muy refinado denominado RP-1 y como oxidante, oxígeno líquido. Medía 42 metros de alto y 10 metros de diámetro, y proveía 33,4 MN de empuje para conseguir los primeros 61 km de ascenso. De los 5 motores F-1 que disponía, el central era fijo, mientras que los 4 exteriores podían ser dirigidos para controlar el cohete.

#### Fabricación
La Boeing ganó la contratación para fabricar la S-IC el 15 de diciembre de 1961. Por ese tiempo, el diseño general estaba a cargo de los ingenieros del MSFC, que construyeron los tres primeros prototipos de prueba (modelos S-IC-T, S-IC-S y S-IC-F) y los dos primeros para vuelo (S-IC-1 y S-IC-2). El resto fue construido por Boeing, tardando entre 7 y 9 meses en los tanques y unos 14 meses en finalizar una fase completa.
Los modelos S-IC-3 a S-IC-12 fueron usados en las misiones Apolo 8 a Apolo 17; el S-IC-13 en la misión del Skylab. Dos más se construyeron y junto a los de prueba se exponen en distintos lugares.

#### Componentes

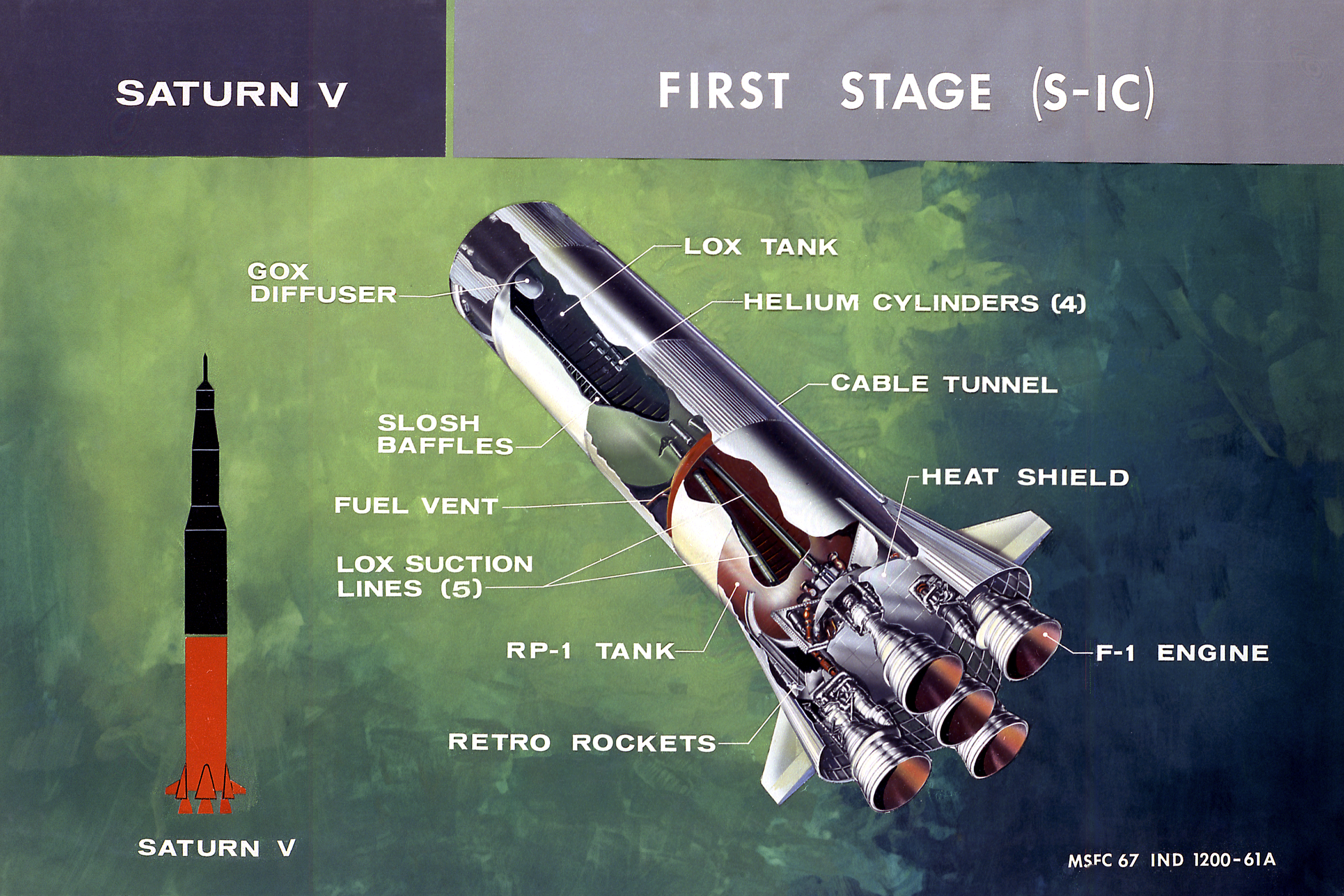
Esquema de la fase S-IC.

La parte mayor y más pesada de la S-IC era la estructura de los motores, con 21 toneladas. Fue diseñada para soportar el empuje de los cinco motores y distribuirlo uniformemente sobre la base del cohete. Las cuatro alas estabilizadores que poseía soportaban unas temperaturas de 1100 °C.
Sobre dicha estructura de los motores estaba el tanque de combustible. Contenía 770 000 litros de RP-1. El tanque pesaba 11 toneladas en vacío y podía liberar 7300 litros por segundo. Durante el lanzamiento, el combustible era presurizado usando helio, que se almacenaba en unos tanques junto al tanque de oxígeno líquido.
El tanque de oxígeno líquido (LOX) tenía capacidad para 204 000 litros. Suscitó problemas especiales para los diseñadores. Las tuberías por donde debía salir el oxígeno hasta los motores debían ser rectas, lo que significaba que atravesarían el tanque de combustible. Esto significó el aislamiento de las tuberías para que el RP-1 no se congelase y también cinco agujeros extra en la parte superior del tanque de combustible.

### La segunda fase: S-II
La S-II fue construida por North American Aviation (NAA) en California. Usaba hidrógeno líquido (LH2) y LOX con cinco motores J-2 en la misma disposición que los de la primera fase. Esta segunda etapa aceleraba al Saturno V con un empuje de 5 MN. De todo su peso en carga, el 97% pertenecía al combustible.

#### Historia
La S-II nació en diciembre de 1959 después del desarrollo de la propulsión por hidrógeno por Abe Silverstein, y en contra de la opinión de Von Braun (quien había calculado que tal uso provocaría una explosión); el comité encargado, sin embargo, evaluó positivamente esta propuesta y recomendó el diseño y construcción de un motor de hidrógeno líquido. El contrato para el motor fue dado a Rocketdyne y se llamaría J-2. A la vez, la fase S-II fue diseñada: inicialmente usaría cuatro de esos motores y mediría 22,5 metros de altura y 6,5 metros de diámetro.
En 1961, el MSFC empezó a buscar un contratista para la construcción de la fase. De una treintena de compañías aeroespaciales invitadas para proyectar los requisitos iniciales, solo 7 enviaron propuestas. Al final, el 11 de septiembre de 1961 la NAA se llevó el contrato (también ganaría los contratos para los módulos de servicio y mando de la nave Apolo).
Von Braun seguiría oponiéndose a la idea de la propulsión por hidrógeno (produciéndose situaciones poco cómodas dentro del equipo) hasta las exitosas pruebas de ignición, tras las cuales reconoció la gran ventaja de este medio en una carta personal a Silverstein.

#### Configuración

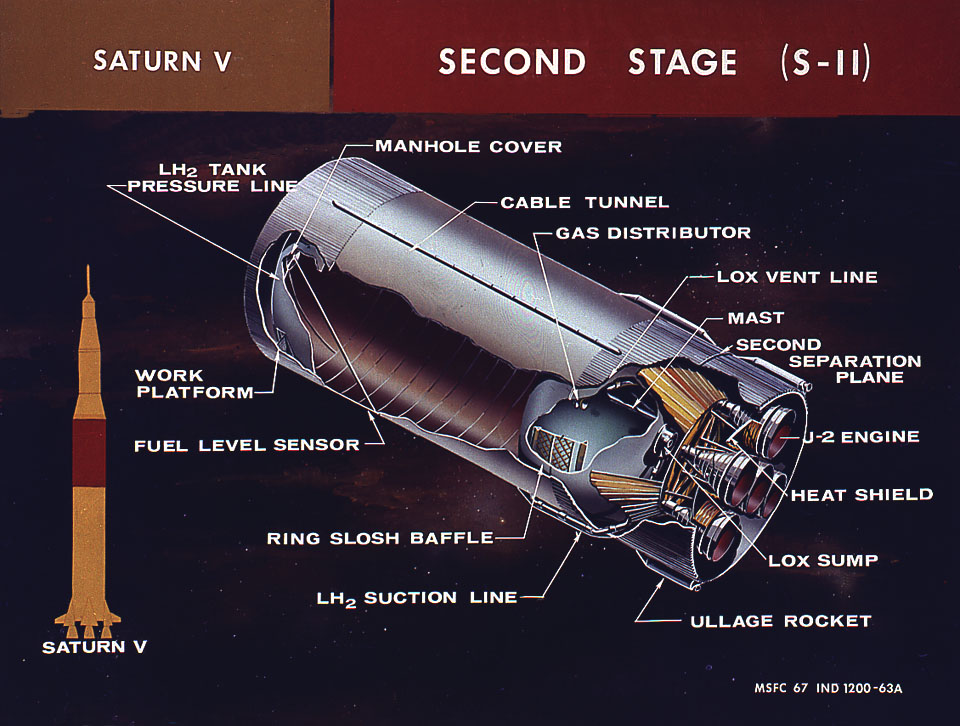
Esquema de la fase S-II.

Pesaba casi 500 000 kg, aunque solo era el 3 % de la etapa propiamente dicha, el resto lo constituía el oxígeno líquido y el hidrógeno líquido. En el fondo de la fase estaba la estructura de empuje, donde se apoyaban los cinco motores J-2. El central era fijo, mientras que los otros cuatro eran dirigibles.
En vez de usar una estructura de tanques como la S-IC, la S-II utilizó un sistema corriente. Consistía en dos placas de aluminio separadas por una estructura en forma de panel de abejas hecho de fenol. Esto debía aislar los 70 °C de diferencia entre los dos tanques. También aligeró el peso en 3,6 toneladas.
El tanque de LOX era un contenedor elipsoide de 10 m de diámetro por 6,7 m de altura. Estaba formado por 12 secciones triangulares, junto con dos piezas circulares arriba y abajo.
Por otra parte, el depósito para el LH2 estaba formado por seis cilindros, cinco de ellos de 2,4 m de altura y el sexto de solo 69 cm. El principal problema en su diseño y construcción era el aislamiento. El hidrógeno líquido está a unos 20 °C por encima del cero absoluto, por tanto era necesario que el aislamiento funcionase extremadamente bien. Las ideas iniciales no fueron buenas, creando bolsas de aire entre el tanque y el aislamiento. Al final se decidió rociar el aislamiento a mano y quitar el exceso.

### La tercera fase: S-IVB
La S-IVB fue montada por Douglas Aircraft Company en California. Tenía un motor J-2 y usaba el mismo tipo de combustible que la fase S-II. Esta fase se usaba dos veces: la primera para entrar en órbita tras la separación con la etapa anterior; y en el viaje lunar para la maniobra denominada inyección translunar (o TLI en inglés).

#### Historia

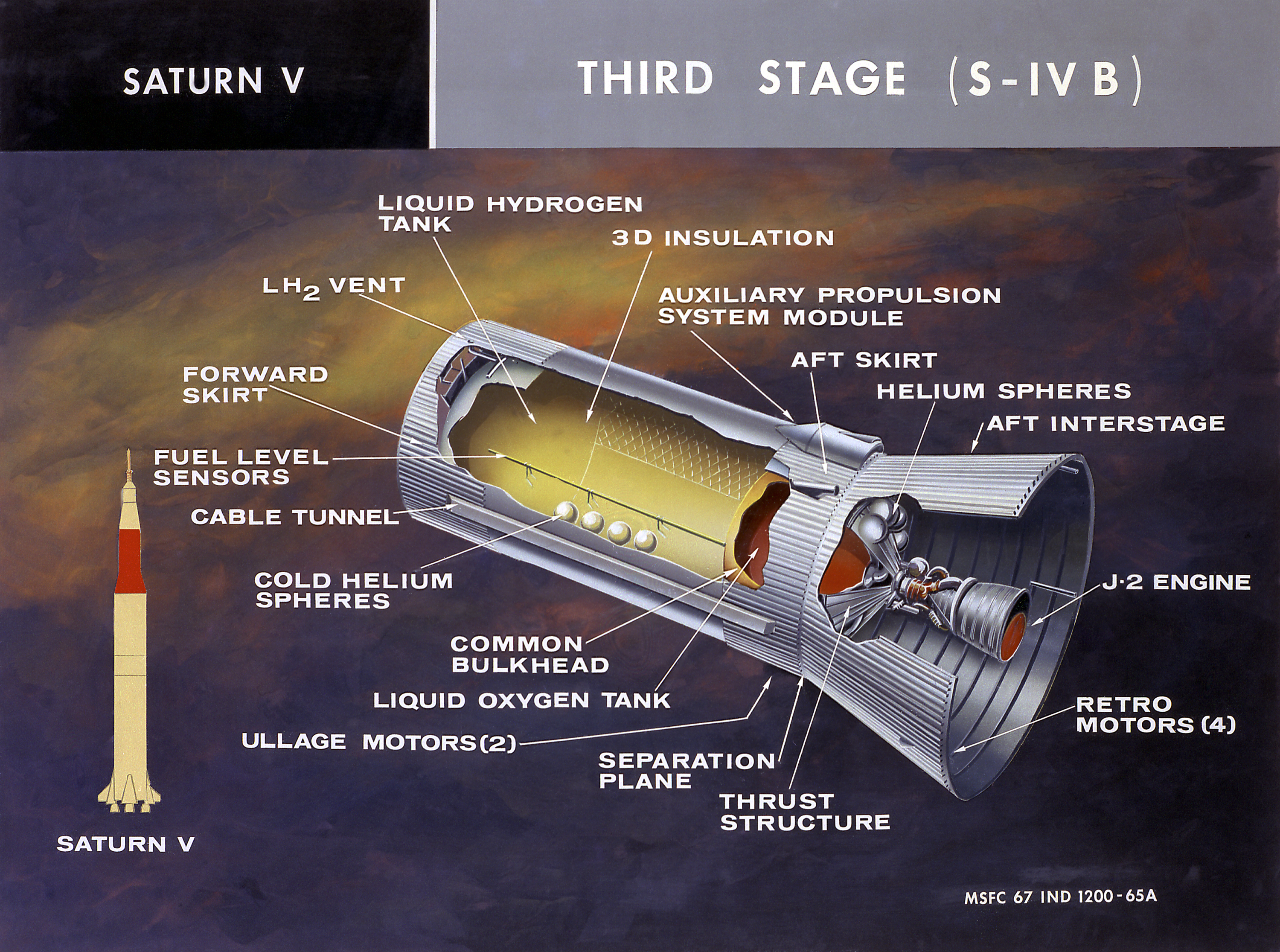
Esquema de la fase S-IVB.

La S-IVB era una evolución de la fase última del Saturno I, la S-IV, y fue la primera fase del Saturno 5 en ser diseñada. La S-IV usaba seis motores, pero el mismo tipo de combustible que la S-IVB, LOX e LH2. También era originalmente la cuarta fase del cohete C-4, de ahí el nombre de S-IV.
Once compañías enviaron propuestas para ser la contratista de la fase, antes de la fecha límite, el 29 de febrero de 1960. El administrador de la NASA, T. Keith Glennan eligió el 19 de abril a Douglas como ganadora.
El MSFC decidió usar el cohete C-5 (posteriormente llamado Saturno V), que tendría tres fases y utilizaría una nueva versión de la S-IV como última etapa, la S-IVB. Al mismo tiempo, se construyó el cohete C-IB (Saturno IB) que también usaría la fase S-IVB como su segunda etapa y podría ser utilizado para probar las naves Apolo en órbita terrestre.
La S-IVB llevaba 72 200 litros de oxígeno líquido (LOX) y 229 000 litros de hidrógeno líquido (LH2). Un S-IVB que no fue usado sirvió como casco para el Skylab. Durante las misiones Apolo 13, Apolo 14, Apolo 15, Apolo 16 y Apolo 17, la fase se lanzaba contra la superficie lunar para realizar mediciones sísmicas.

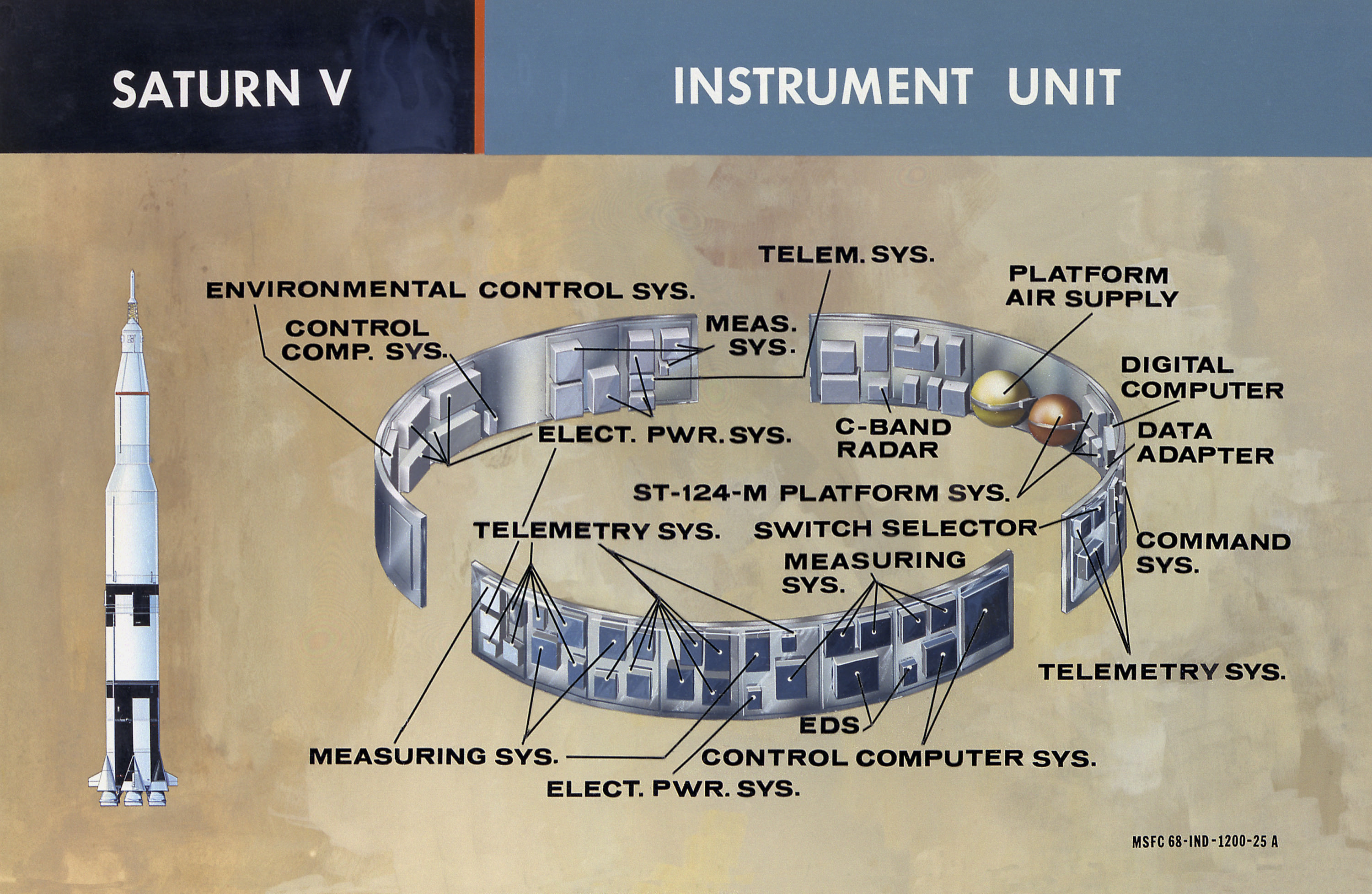
Esquema de la unidad de instrumentos.

### La unidad de instrumentos
La unidad de instrumentos del Saturno V era una estructura en forma de anillo, de casi un metro de alto, que se fijaba encima de la tercera fase S-IVB. Estaba inmediatamente debajo de los paneles del módulo del adaptador lunar (SLA en inglés) que contenía el módulo lunar.
En la unidad llevaba el sistema de guía del cohete. Algunos de los aparatos electrónicos que formaban parte eran un ordenador digital, un ordenador de control del vuelo, el sistema de detección de emergencia, sistemas de telemetría, etc. Fue construida por IBM en el Centro de sistemas espaciales en Alabama.

## Comparaciones
La contrapartida soviética al Saturno V fue el cohete N-1. Era de dimensiones parecidas al Saturno V, pero nunca consiguió realizar la separación de la primera etapa con éxito. La decisión de usar cinco motores de gran potencia en la primera fase resultó ser más segura que los 30 motores pequeños del N-1.
El Saturno V conseguía un empuje máximo de 33,4 MN y llevaba 118 toneladas a órbita baja terrestre (LEO). Solo unos cuantos cohetes han podido desafiar las marcas del Saturno V:
- El Energía soviético tenía mayor fuerza de propulsión, alcanzando 46 MN de empuje y podía llevar 175 toneladas a LEO en su configuración "Vulkan". Nunca voló en esa configuración y solo fue lanzado un par de veces (ambas con éxito).

- El transbordador espacial consigue hasta 34,8 MN de empuje, aunque su carga útil para LEO es, excluyendo la propia lanzadera, de 28,8 toneladas.

- El Ariane 5, en su variante ECA podía llevar 10 toneladas de carga útil hasta órbita de transferencia geoestacionaria (GTO).

- El cohete Delta IV Heavy tiene una capacidad de 13,1 toneladas a GTO.

- El Atlas V consigue llevar 25 toneladas a LEO y algo más de 13,5 toneladas a GTO.

- El Falcon Heavy, de la compañía SpaceX, que el 8 de febrero de 2018 hizo su primer vuelo de prueba colocando un auto Tesla en órbita solar, tiene una capacidad de 63,8 toneladas a LEO. El poner en órbita al auto Tesla ha sido lo más controvertido e inútil conocido hasta ahora, pues no es un elemento que sea necesario para ningún proceso requerido por la población mundial.

## Montaje

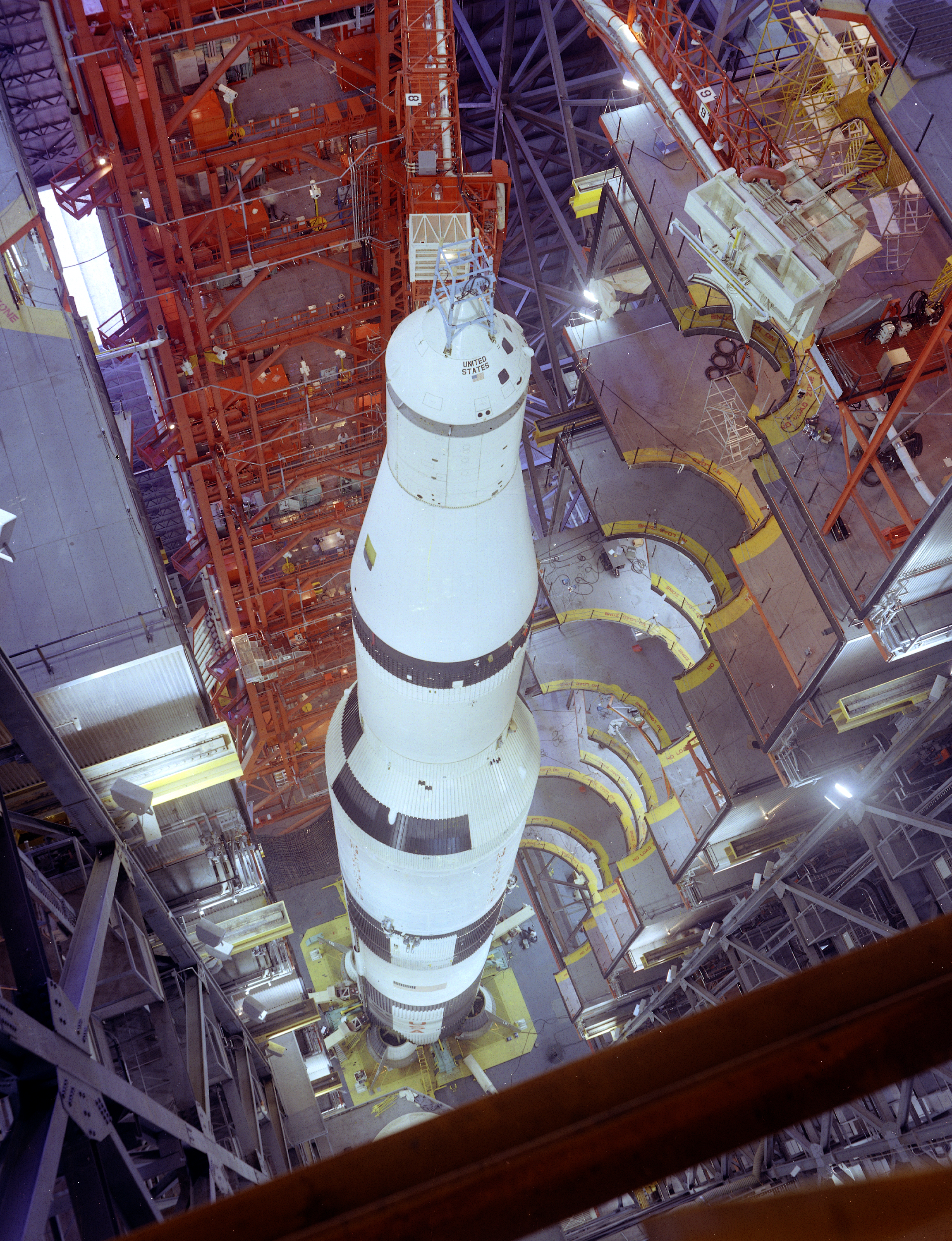
Montaje del Apolo 4 en el Vehicle Assembly Building.

Después de que una etapa fuera completada, era enviada al Centro espacial Kennedy. Las dos primeras fases eran tan grandes que la única manera de transportarlas era en una barcaza. La S-IC, construida en Nueva Orleans, bajaba por el río Misisipi hasta el golfo de México. Luego rodeaba Florida hasta llegar al edificio de montaje vertical (ahora llamado edificio de montaje de vehículos).
La S-II viajaba desde California pasando por el Canal de Panamá. La tercera fase y la unidad de instrumentos eran más fáciles de transportar: utilizaban aviones Super Guppy y Pregnant Guppy de Aero Spacelines.
En el edificio de montaje vertical (o VAB en inglés), cada fase era revisada antes de su colocación en posición vertical. La NASA también construyó falsas estructuras que podían ser usadas en lugar de una etapa si esta se retrasaba. Estas tenían las mismas dimensiones que las reales.
La NASA decidió usar una torre de lanzamiento móvil, empleando un gran vehículo tractor con orugas para su transporte. El cohete se montaba en la plataforma en el VAB y llevaba mediante el tractor hasta llegar a la zona de lanzamiento, a unos 5 km. Debido a la velocidad del tractor, el recorrido tardaba entre 5 y 8 horas. Este sistema se siguió empleando con los transbordadores espaciales.

## Secuencia de lanzamiento en las misiones lunares
Las misiones lunares, que usaron los cohetes Saturno V, despegaban desde el Complejo de lanzamiento 39 en el Centro espacial John F. Kennedy (o KSC en inglés). Una vez que el cohete dejaba la torre de lanzamiento, el control de la misión se transfería al Centro espacial Johnson (JSC) en Houston, Texas.

### Secuencia de la S-IC

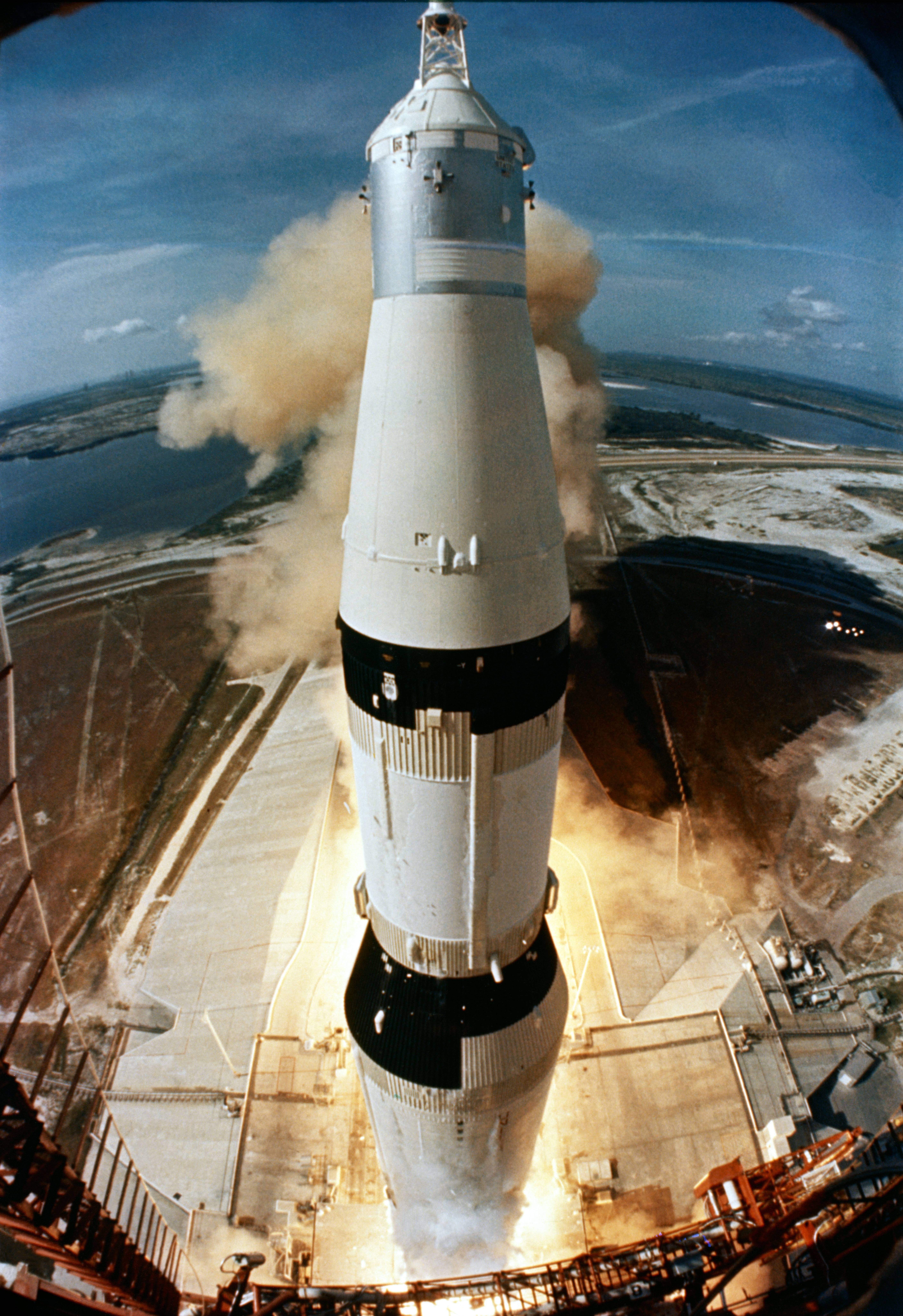
Despegue del Apolo 11.

La primera etapa funcionaba durante dos minutos y medio, alzando al cohete a 61 km de altitud a una velocidad de 8600 km/h, consumiendo para ello 2000 toneladas de diversos combustibles y comburentes criogénicos.
A 8,9 segundos antes del lanzamiento, la secuencia de ignición de la primera fase comenzaba. El motor central era el primero en funcionar, seguido por los exteriores cada 300 milisegundos para reducir las sobrecargas estructurales del cohete. En el momento que las computadoras internas confirmaban la máxima potencia se realizaba un despegue liberando al cohete suavemente en dos momentos:
- Primero, los brazos que mantenía al Saturno V unido a la plataforma se liberaban de él, y
- segundo, mientras el conjunto de motores F1 empujaba, un sistema de pernos lo retenía durante medio segundo aproximadamente.

Una vez que el cohete realizaba el despegue no había una forma segura de que retornase a la plataforma en caso de fallo de los motores.
El Saturno V tardaba unos 12 segundos en dejar atrás la torre. Tras esto, el cohete empezaba a alejarse girando para dejar un espacio libre adecuado, en caso de vientos fuertes o averías. A 130 metros de altitud el cohete se preparaba para conseguir el acimut correcto. A unos 2 km del suelo, la velocidad ha alcanzado los 500 m/s (1800 km/h).

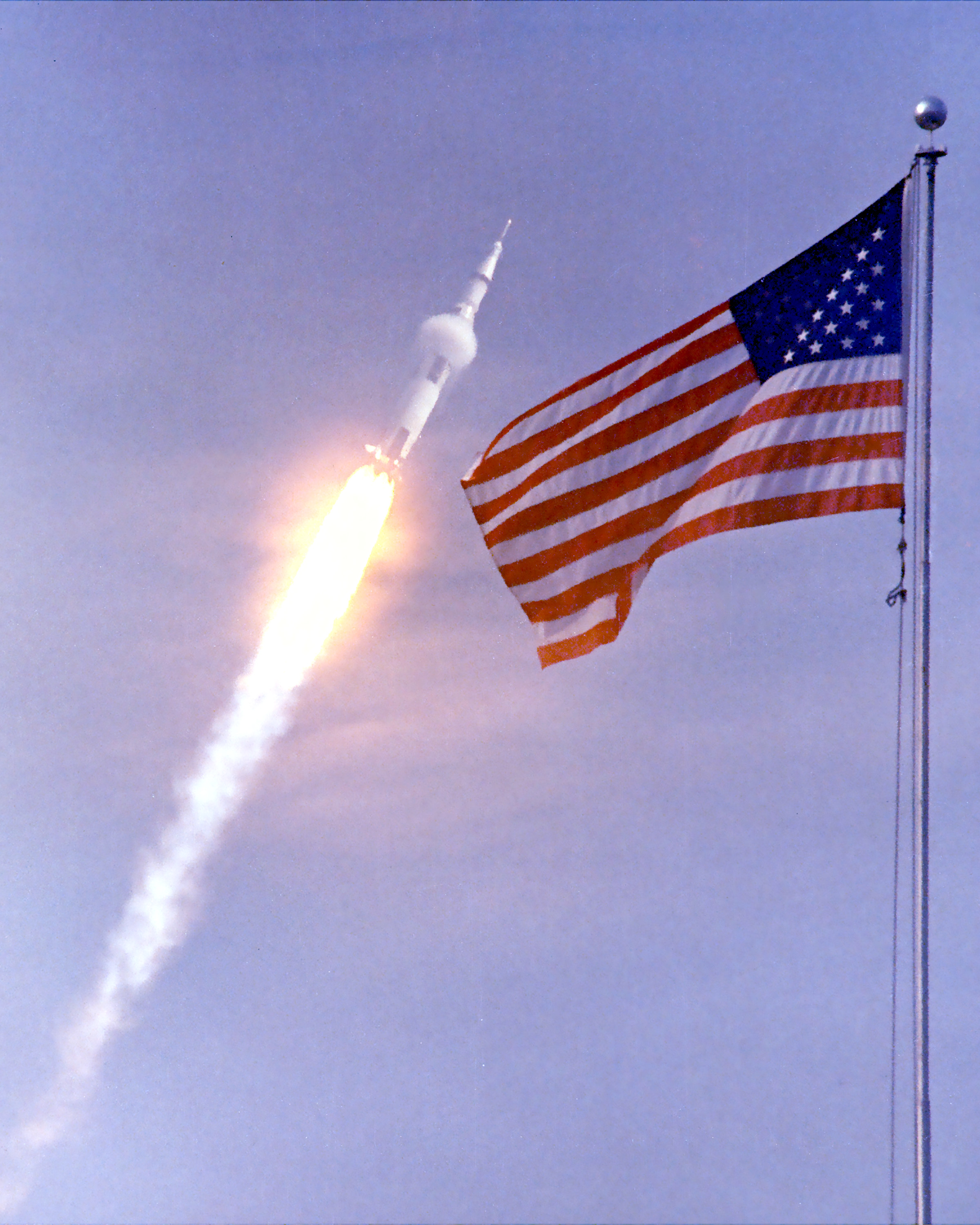
Onda de choque visible entre las dos primeras etapas.

A unos 80 segundos desde el despegue, el cohete alcanza el punto del vuelo con presión máxima dinámica (Max Q). La presión dinámica de un cohete es proporcional a la densidad del aire sobre el cohete y el cuadrado de la velocidad. Aunque la velocidad aumente, la densidad atmosférica disminuye con la altitud y en ese momento es visible la onda de choque.
A los 135,5 segundos, el motor central se apagaba para reducir la tensión del cohete. El motor F-1 no era regulable, así que era el método más sencillo. La tripulación también experimentaba su mayor aceleración, 4G (39 m/s2), justo antes de que la primera fase se cortara. Los otros motores continuarían hasta que los sensores avisaran del fin de combustible (carburante) o del oxidante (comburente).
600 milisegundos después del corte de los motores, la primera fase se separaba con la ayuda de ocho retrocohetes. Eso ocurría a una altitud aproximada de 62 km. La primera etapa continuaba hasta una altura de 110 km, cayendo más tarde al océano Atlántico a unos 560 km de la plataforma de despegue.

### Secuencia de la S-II

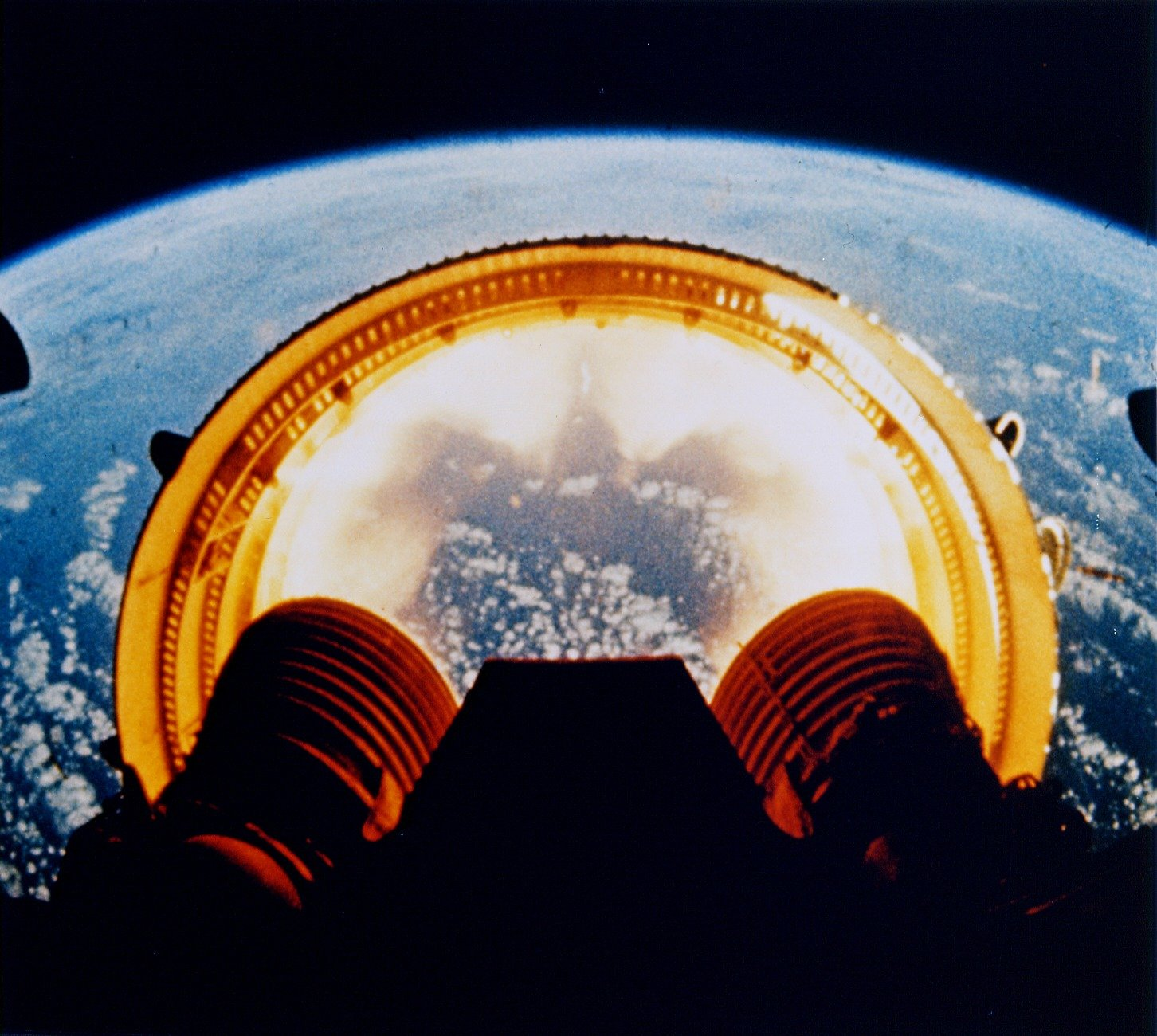
Separación de la interfase de la S-II.

Tras la secuencia de la S-IC, la segunda fase S-II duraba 6 minutos e impulsaba al cohete a 185 km de altura y 24 600 km/h, acercándolo a la velocidad orbital.
La segunda fase tenía un proceso de ignición de dos partes.
- En la primera, ocho motores de combustible sólido funcionaban durante cuatro segundos para dar una aceleración positiva, seguida por los cinco motores J-2.

- En la segunda parte, sobre 30 segundos después de la separación con la primera fase, la interfase posterior se separaba de la S-II. Era una maniobra de alta precisión, ya que la interfase no podía tocar a los motores y solo tenía un metro de espacio libre. En ese momento el sistema de escape que coronaba el cohete era desechado.

A los 38 segundos del inicio de la segunda fase, el control de guía del Saturno V cambiaba a una rutina preprogramada al modo de guía iterativo (o IGM), controlado por la unidad de instrumentos. Unos 90 segundos antes de finalizar la segunda fase, el motor central se cortaba para reducir las oscilaciones longitudinales.
En esos momentos, el caudal de LOX (oxígeno líquido) disminuía, cambiando la mezcla de los dos propelentes, asegurándose que habría tan poco combustible como fuera posible al finalizar la etapa. Esto se hacía con un delta-v predeterminado.
Había cinco sensores en el fondo de cada tanque del S-II. Cuando dos de ellos estaban descubiertos, la unidad de instrumentos iniciaría la secuencia de etapa. Un segundo más tarde la segunda fase se interrumpía y se separaba; y una décima de segundo después la tercera fase comenzaba. La S-II impactaba a unos 4200 km del sitio de despegue.

### Secuencia de la S-IVB
La tercera fase duraba algo más de dos minutos y medio, comenzando a 12 minutos del lanzamiento. La S-IVB seguía unida mientras la nave espacial orbitaba alrededor de la Tierra dos veces y media en una órbita de estacionamiento. En esos momentos, los astronautas revisaban la nave y el cohete para cerciorarse de que todo funcionaba correctamente.
A diferencia de la anterior separación, no había una separación de dos etapas. La interfase entre las etapas la S-II y la S-IVB seguía unida a la segunda fase (aunque fue construida como parte de la tercera fase).

La fase S-IVB del Apolo 8 tras su separación con la nave Apolo.

A los 10 minutos y 30 segundos del lanzamiento, el Saturno V estaba a 164 km de altitud y a 1700 km del punto de lanzamiento. Durante 5 minutos de funcionamiento, el motor se cortaba. La nave estaba en una órbita de 1800 por 165 km. Eso era bastante bajo en términos de órbitas terrestres, y no se mantendría mucho tiempo estable debido al contacto entre la nave y la atmósfera. En las misiones Apolo 9 y Skylab la órbita debería ser más alta. Las siguientes dos revoluciones y media en órbita servían para comprobar los sistemas de la nave y prepararla para la inyección translunar (o TLI en inglés).
La TLI se iniciaba a las 2 horas y media del lanzamiento, cuando la tercera fase se reiniciaba para impulsar la nave a la Luna. La S-IVB funcionaba casi 6 minutos poniendo la nave a una velocidad de 10 km/s, la velocidad de escape.
Un par de horas después de la TLI, el módulo de mando y servicio (CSM) de la Apolo se separaba de la tercera fase, giraría 180 grados y se acoplaría con el módulo lunar (LM), que estaba situado debajo durante el lanzamiento. Entonces, el CSM y el LM se separarían de la tercera fase.
Si la etapa permaneciera en la misma trayectoria que la nave espacial podría presentar un peligro más adelante para la misión. Por tanto, el combustible restante era expulsado, cambiando así su trayectoria. Las terceras fases, desde el Apolo 13 en adelante, eran dirigidas hacia la Luna para impactar contra ella. Los sismómetros dejados en ella por las misiones anteriores detectaban los choques, y la información ayudó a crear un mapa del interior del satélite. Antes de eso, las etapas (excepto en el Apolo 9 y Apolo 12) eran dirigidas hacia la órbita lunar que las enviarían a una órbita solar. La S-IVB del Apolo 9 fue dirigida directamente a una órbita solar.
La S-IVB del Apolo 12, por otra parte, tuvo un destino distinto. El 3 de septiembre de 2002, Bill Yeung descubrió un supuesto asteroide, que fue denominado J002E3. Aparecía estar en órbita alrededor de la Tierra, y tras un análisis espectral se descubrió que estaba cubierto de una pintura blanca de dióxido de titanio. El mismo tipo que se usaba en el Saturno V.
Los controladores habían planeado enviar la fase S-IVB del Apolo 12 a una órbita solar, pero la ignición después de la separación duró demasiado tiempo, sin conseguir que pasara lo suficientemente cerca de la Luna y acabando en una órbita semiestable entre la Tierra y la Luna.

## Otros usos del Saturno V
El único lanzamiento del Saturno V no relacionado con el programa Apolo fue el envío a órbita de la estación espacial Skylab. En 1968, el Programa de aplicaciones Apolo (AAP) fue creado para realizar posibles misiones científicas con el material sobrante del Apolo. El planeamiento principal se centró en la idea de una estación espacial.
Originalmente, el plan consistía en lanzar una etapa del cohete y luego equiparla en el espacio. Esta idea fue abandonada para convertir la fase S-IVB en una estación espacial en tierra y lanzarla en un Saturno V. En este caso, el Skylab era una fase S-IVB de un Saturno IB, y otro en reserva de la tercera etapa de un Saturno V. La de reserva se exhibe en el Museo Nacional del Aire y el Espacio. Tres tripulantes vivieron a bordo del Skylab desde el 25 de mayo de 1973 al 8 de febrero de 1975, manteniéndose en órbita hasta mayo de 1979.
Se esperaba que el Skylab estuviese en órbita el tiempo suficiente para que el transbordador espacial le visitara en sus primeros vuelos. Con esto se podría haber aumentado la órbita y ser utilizado como base para futuras estaciones espaciales. Sin embargo, la lanzadera espacial no volaría hasta 1981.
El transbordador fue inicialmente concebido como un transporte de carga para ser utilizado en conjunción con el Saturno V. La lanzadera manejaría la logística de la estación espacial, mientras que el cohete llevaría los componentes. La falta de financiamiento para la producción del segundo Saturno V acabó con este plan, y dejó a los Estados Unidos sin un elevador de carga pesada.
Wernher von Braun y otros también tenía planes para un cohete que llevase 8 motores F-1 en su primera fase, permitiendo el lanzamiento de una nave tripulada en directo ascenso a la Luna. Otros planes para el Saturno V era el uso de un Centaur como fase superior. Estas mejoras habrían incrementado su capacidad para enviar una nave no tripulada de gran tamaño o una tripulada a Marte.
La segunda producción de Saturno V (si hubiese ocurrido) habría utilizado muy probablemente el motor F-1A, aumentando la capacidad de empuje. Otros cambios probables habrían sido el retiro de las aletas, pues proporcionaban poca ventaja comparados a su peso; una primera fase S-IC alargada para soportar los motores F-1A; y motores J-2 mejorados para las etapas superiores.
El Saturno V sería también el vehículo de lanzamiento para el programa RIFT, un motor nuclear, llamado más tarde NERVA. Las proposiciones de un cohete mayor que el Saturno V duraron desde finales de los años 1950 a principios de la década de 1980, y se denominaban genéricamente Nova. Más de una treintena de propuestas llevaron el nombre de Nova.

## Coste
Desde 1964 a 1973, un total de 6500 millones de dólares USD fueron destinados al Saturno V, siendo en 1966 la cantidad máxima de 1200 millones. Una de las principales razones para su cancelación fue su alto coste. En 1966, la NASA recibió su presupuesto más alto de 4500 millones USD, el 0,5 % del PNB de los Estados Unidos de aquel momento.

## Tabla de lanzamientos

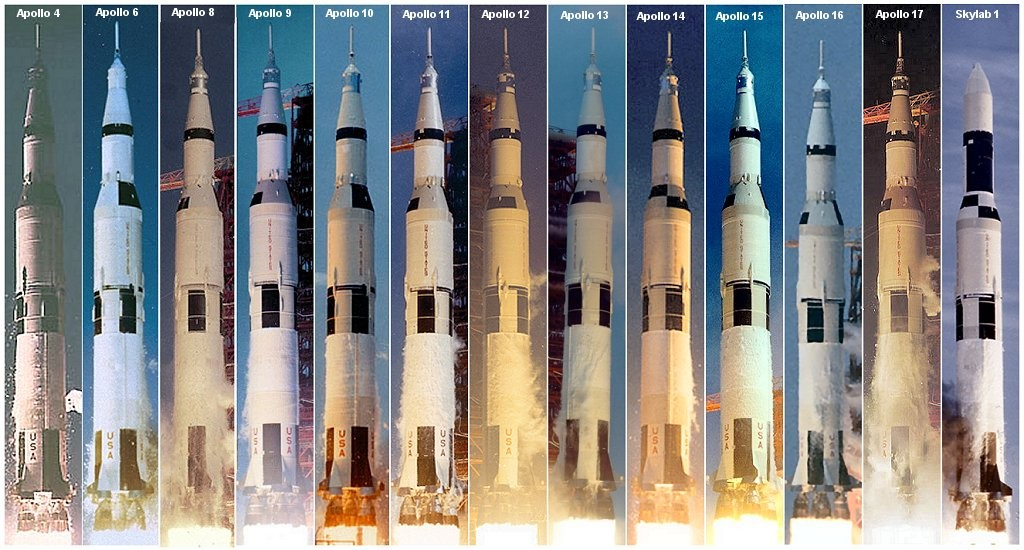
Imagen compuesta de todos los lanzamientos de cohetes Saturno V.

| Número de serie | Misión       | Fecha de lanzamiento    | Notas                                                         |              |
| --------------- | ------------ | ----------------------- | ------------------------------------------------------------- | ------------ |
| SA-501          | Apolo 4      | 9 de noviembre de 1967  | Primer vuelo en pruebas                                       |              |
| SA-502          | Apolo 6      | 4 de abril de 1968      | Segundo vuelo en pruebas                                      |              |
| SA-503          | Apolo 8      | 21 de diciembre de 1968 | Primer vuelo tripulado del Saturno V y órbita lunar           |              |
| SA-504          | Apolo 9      | 3 de marzo de 1969      | Pruebas del módulo lunar (LM) en órbita terrestre             |              |
| SA-505          | Apolo 10     | 18 de mayo de 1969      | Pruebas del módulo lunar (LM) en órbita lunar                 |              |
| SA-506          | Apolo 11     | 16 de julio de 1969     | Primer alunizaje tripulado                                    |              |
| SA-507          | Apolo 12     | 14 de noviembre de 1969 | Alunizaje cercano al Surveyor 3                               |              |
| SA-508          | Apolo 13     | 11 de abril de 1970     | Misión fallida, tripulación a salvo                           |              |
| SA-509          | Apolo 14     | 31 de enero de 1971     | Alunizaje cercano al cráter Fra Mauro                         |              |
| SA-510          | Apolo 15     | 26 de julio de 1971     | Primer rover lunar                                            |              |
| SA-511          | Apolo 16     | 16 de abril de 1972     | Alunizaje en los altos de Descartes                           |              |
| SA-512          | Apolo 17     | 6 de diciembre de 1972  | Primer y único lanzamiento nocturno; final del programa Apolo |              |
| SA-513          | Skylab 1     | 14 de mayo de 1973      | Skylab de dos etapas                                          |              |
| SA-514          | Sin utilizar | Sin utilizar            | Sin utilizar                                                  | Sin utilizar |
| SA-515          | Sin utilizar | Sin utilizar            | Sin utilizar                                                  | Sin utilizar |

## Miscelánea
En la actualidad se conservan tres cohetes para su visita, todos dispuestos horizontalmente:
- En el centro espacial Lyndon B. Johnson, la unión de la primera fase del SA-514, la segunda fase del SA-515 y la tercera del SA-513.

- En el centro espacial John F. Kennedy, formado de la S-IC-T (una etapa de prueba) y las dos etapas del SA-514.

- Y en el U.S. Space & Rocket Center, en Alabama, a partir de las fases S-IC-D, S-II-F/D y S-IVB-D (todas etapas de pruebas que no se utilizaron).

De los tres, solo el del centro espacial Johnson está compuesto de fases que podrían ser utilizadas para un lanzamiento. En el U.S. Space & Rocket también existe una maqueta a tamaño natural. La primera fase del SA-515 se conserva en Nueva Orleans, mientras que la tercera se exhibe en el Museo Nacional del Aire y el Espacio.
Existe una leyenda urbana, aunque incierta, que los planos del Saturno V fueron destruidos o se han perdido. Sin embargo, la realidad es que aún existen en formato microfilm en el MSFC.

## Nota
1. ↑  
Incluye la masa del módulo de mando, el de servicio, el módulo lunar, el adaptador de nave espacial/LM, la unidad de instrumentos Saturno V, la etapa S-IVB y el propulsor para inyección translunar

### En inglés
- Saturn Vehicle History
- Saturn V en Encyclopedia Astronautica
- Apollo Saturn Reference Page
- Project Apollo Archive

### En español
- Fotos Saturno V

- Datos: Q54363
- Multimedia: Saturn V / Q54363